# Cot Murong (berg)
Cot Murong är ett berg i Indonesien.   Det ligger i provinsen Aceh, i den västra delen av landet, 1 800 km nordväst om huvudstaden Jakarta. Toppen på Cot Murong är 311 meter över havet.
Terrängen runt Cot Murong är huvudsakligen kuperad, men åt nordost är den platt. Runt Cot Murong är det ganska glesbefolkat, med 47 invånare per kvadratkilometer. Omgivningarna runt Cot Murong är en mosaik av jordbruksmark och naturlig växtlighet.